# Ezad Lazim
Ezad Lazim, właśc. Mohd Rohaizad bin Mohd Lazim (ur. 30 listopada 1979 w Alor Setar) – malezyjski piosenkarz i aktor. Zyskał popularność jako wokalista zespołu Exists, z którym nagrał sześć albumów w latach 1994–2007. W 2011 roku wydał swój pierwszy album solowy pt. Mengharap Bintang.